# 火刺木棒粉蝨
火刺木棒粉蝨（学名：Aleuroclava pyracanthae）为粉蝨科棒粉蝨屬下的一个种。